# Teotiste Urrutia
Teotiste Urrutia fue una música española del siglo XIX.

## Biografía
Natural de Vitoria, nació en la capital alavesa el 31 de marzo de 1834. El 1 de febrero de 1847, fue matriculada como alumna del Conservatorio de Madrid, y, en los concursos públicos de piano verificados en el propio establecimiento en junio de 1857, obtuvo el primer premio. Su profesor había sido Manuel Mendizábal de Sagastume. Se dedicó más tarde a la enseñanza de aquel instrumento. Habría regentado una academia en Madrid que gozó de prestigio.